# Datisca cannabina
Datisca cannabina là một loài thực vật có hoa trong họ Datiscaceae. Loài này được L. mô tả khoa học đầu tiên năm 1753.

## Hình ảnh

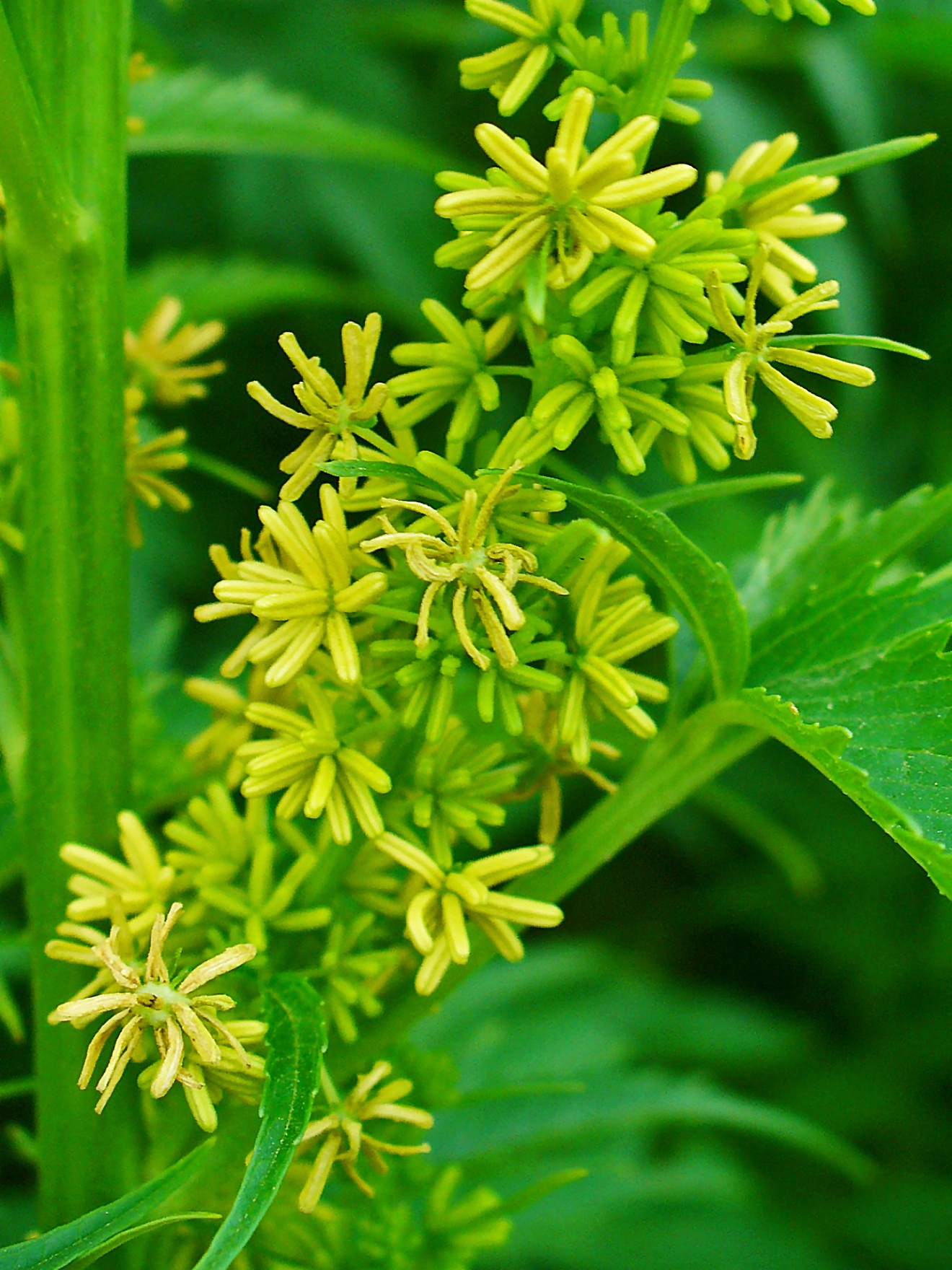
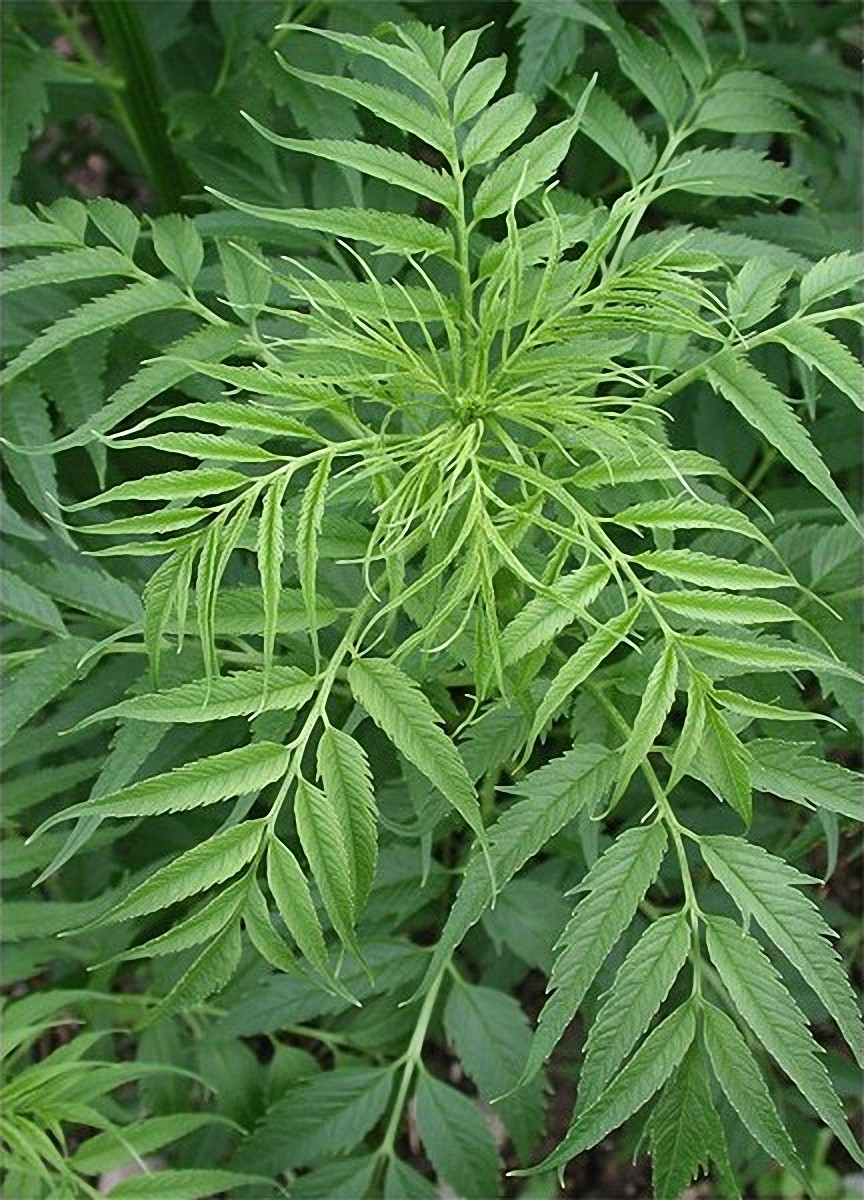
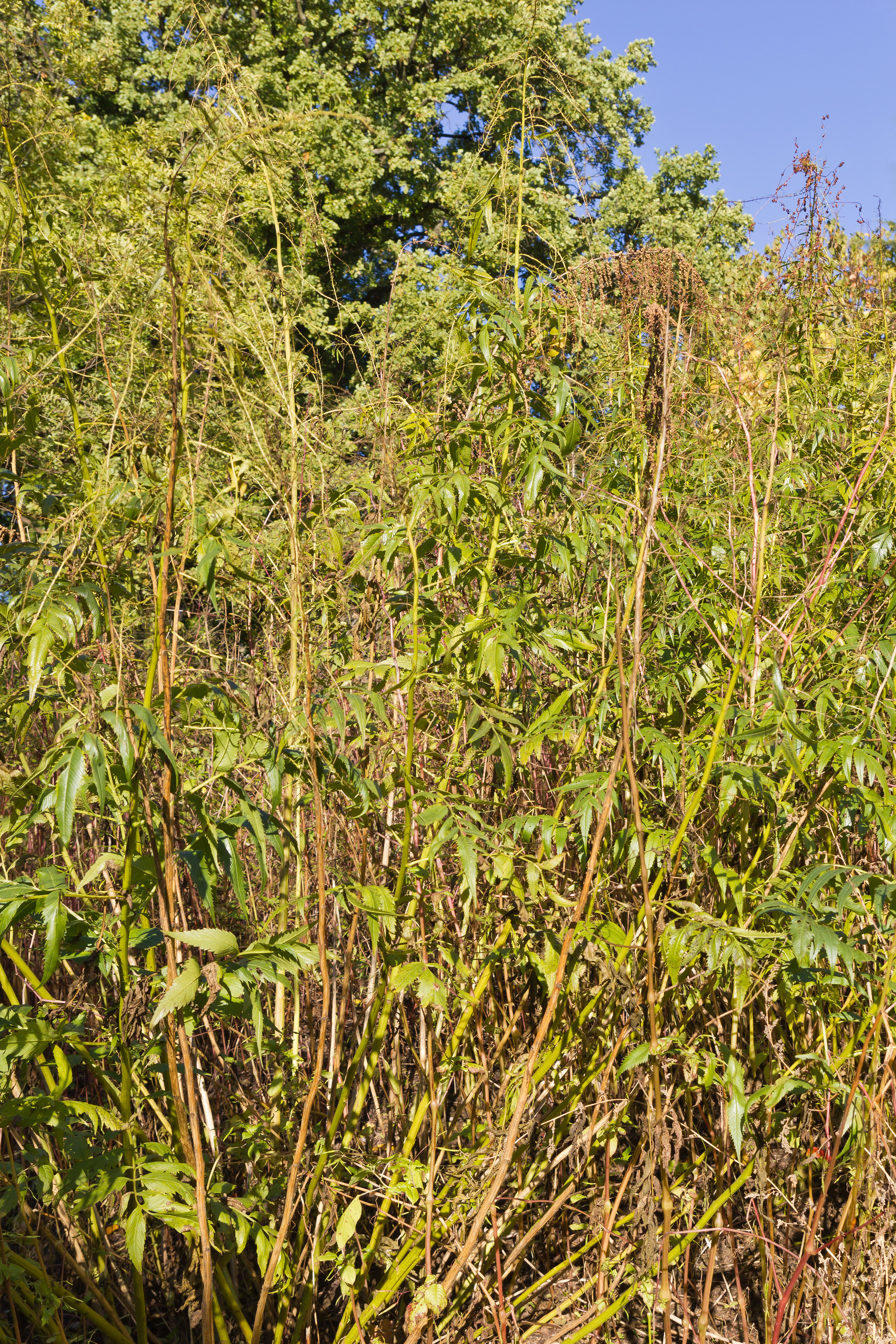